# Jørgen Hee
Jørgen Hee (18. november 1714 – 30. december 1788) var en dansk biskop.
Jørgen Hee blev født i Odense. Familien har navn efter landsbyen Hee i Ringkøbing Amt. Hans fader, Jens Hee, der den gang var præst ved Hospitalskirken, døde som stiftsprovst i Odense 1747; moderen hed Else født Lund. Han blev student 1729, tog attestats 1734 og var derefter huslærer hos general Brockenhuus, af hvem han allerede 1738, knap 24 år gammel, kaldedes til sognepræst i Allerup og Davinde ved Odense.
Her sad han i 21 år, og hans store prædikensamling, Fuldstændig Forklaring over Christi Lidelse, Død og Begravelse, 3 tykke kvartbind (1758-66), hører til denne periode. Professor Peder Holm har skrevet anbefalende fortale dertil. Hees stil er den gammeldags orthodokse med masser af bibelsteder og en uendelighed af afdelinger og underafdelinger i hver prædiken.
1759 blev han sognepræst ved St. Hans Kirke i Odense og 1763 forflyttet til St. Knuds Kirke sammesteds, hvormed stiftsprovstiet var forenet. Allerede 1½ år efter (1764) kom han til København som Holmens provst, i det forgængeren, dr. Poul Matthias Bildsøe, var blevet biskop i Aarhus; og da Bildsøe døde 1777, blev Hee også hans efterfølger på Aarhus Bispestol. I 11 år virkede han i dette embede og døde som jubellærer 1788 uden foregående sygeleje. Hee får af alle ros for sin milde, elskelige karakter og var meget afholdt af stiftets gejstlighed; men hans evner var næppe store.
Foruden den anførte prædikensamling har han udgivet en del enkelte prædikener og lejlighedstaler som Holmens provst. Hans prædiken i anledning af kuppet mod Struensee 17. januar 1772 var den første, der blev udgivet i trykken; den blev holdt søndagen efter omvæltningen og kaldtes Forstyrrernes Forstyrrelse og Mangelens glædelige Forandring; den er fuld af en række mindre heldige allegorier, men var vistnok medvirkende til, at han af regeringen blev valgt til den ulykkelige Enevold Brandts sjælesørger i fængslet.
Han besøgte flittig greven i fængslet, var overbevist om, at hans omvendelsesforsøg kronedes med det lykkeligste udfald, og ledsagede også greven til tetterstedet. For denne sin virksomhed modtog han af arveprinsen en kostbar anerkendelsesgave. Sit forhold til Brandt har han udførlig skildret i Paalidelig Underretning om den henrettede Enevold Brandts Forhold og Tænkemaade i hans Fængsel (1772). Skriftet er oversat så vel på tysk som fransk. Hee var gift med Karen, født Gudme (død i Aarhus 6. november 1792), en præstedatter fra Sønder Broby i Fyn.